# Megaselia corkerae
Megaselia corkerae är en tvåvingeart som beskrevs av Ronald Henry Lambert Disney 1981. Megaselia corkerae ingår i släktet Megaselia och familjen puckelflugor.
Artens utbredningsområde är Hongkong (Kina). Inga underarter finns listade i Catalogue of Life.